# William Charles Cotton
William Charles Cotton (30. januar 1813 – 22. juni 1879) var en anglikansk præst, missionær og biavler. Efter uddannelse på Eton College og Christ Church, Oxford, blev han ordineret og rejste til New Zealand som kapellan for George Augustus Selwyn, New Zealands første biskop. Her introducerede han biavl på Nordøen og skrev bøger om dette.